# 三均三甲苯基铱
三均三甲苯基铱是一种红棕色的铱(III)配合物，化学式为Ir(C9H11)3，可简写为Ir(mes)3。它最初于1992年通过铑类似物Rh(mes)3相应的方法制得，即格氏试剂MesMgBr和IrCl3(tht)（tht = 四氢噻吩）在乙醚中的反应。它可溶于己烷、甲苯和六甲基二硅氧烷。它对空气十分敏感，在室温分解。

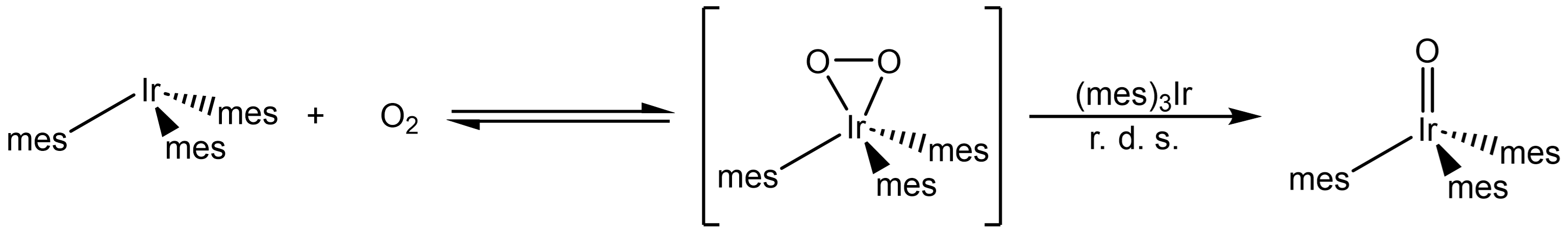
1993年Hay-Motherwell和Wilkinson提出的三均三甲苯基铱转化至三均三甲苯基氧化铱的机理。